# Volleybalvereniging Lycurgus 2023-2024
Questa voce raccoglie le informazioni riguardanti il Volleybalvereniging Lycurgus nelle competizioni ufficiali della stagione 2023-2024.

## Stagione
Il Volleybalvereniging Lycurgus partecipa alla stagione 2023-24 con la denominazione sponsorizzata Nova Tech Lycurgus.
Si classifica al quarto posto nella regular season di Eredivisie, spingendosi fino alle semifinali dei play-off scudetto, dove viene eliminato in cinque gare dalla Dynamo Apeldoorn. Nelle altre competizioni domestiche rimedia un'altra sconfitta in Supercoppa olandese dalla Dynamo Apeldoorn e raggiunge le semifinali di Coppa dei Paesi Bassi, uscendo per mano dell'Orion.
In ambito europeo è di scena in Coppa CEV, ma la sua corsa si arresta già ai sedicesimi di finale, sconfitto dagli ucraini del Prometej.

## Organigramma societario
Area direttiva
- Presidente: Arie Wink
- Team manager: Malou Alferink

Area organizzativa
- Magazziniere: Ger Bruins

Area tecnica
- Allenatore: Arjan Taaij
- Assistente allenatore: Gerard Smit, Mohamed Romdhane
- Scoutman: Eduard Ochakovski

Area sanitaria
- Fisioterapista: Sanne Ninteman

## Rosa
| N° | Nome                | Ruolo | Data di nascita   | Nazionalità sportiva |
| -- | ------------------- | ----- | ----------------- | -------------------- |
| 1  | Thomas Sleurink     | O     | 22 giugno 2004    | Paesi Bassi          |
| 2  | Arjan Westra        | C     | 1994              | Paesi Bassi          |
| 4  | Cole Bogner         | P     | 28 novembre 1999  | Stati Uniti          |
| 5  | Kyle McCauley       | S     | 23 gennaio 1999   | Stati Uniti          |
| 6  | Luuk Hofhuis        | C     | 28 settembre 2001 | Paesi Bassi          |
| 7  | Niels Kuijpens      | L     | 8 dicembre 1995   | Paesi Bassi          |
| 8  | Cole Gillis         | S     | 7 settembre 2000  | Stati Uniti          |
| 9  | Sam Gortzak         | P     | 15 marzo 1995     | Paesi Bassi          |
| 10 | Maarten Bartels     | S     | 29 luglio 1998    | Paesi Bassi          |
| 11 | Guus Boer           | S     | 2 aprile 2004     | Paesi Bassi          |
| 12 | Kay van Dijk        | O     | 25 giugno 1984    | Paesi Bassi          |
| 13 | Ramon Martinez Gion | S     | 12 settembre 1990 | Paesi Bassi          |
| 14 | Robin Boekhoudt     | C     | 13 marzo 2001     | Paesi Bassi          |
| 17 | Niels de Vries      | C     | 4 luglio 1996     | Paesi Bassi          |
| 19 | Charles Fisher      | O     | 5 maggio 1999     | Stati Uniti          |
| 20 | Jeffrey Klok        | L     | 29 ottobre 1998   | Paesi Bassi          |

## Statistiche

### Statistiche di squadra
| Competizione          | Punti | In casa | In casa | In casa | In trasferta | In trasferta | In trasferta | Totale | Totale | Totale |
| Competizione          | Punti | G       | V       | P       | G            | V            | P            | G      | V      | P      |
| --------------------- | ----- | ------- | ------- | ------- | ------------ | ------------ | ------------ | ------ | ------ | ------ |
| Eredivisie            | 36/9  | 16      | 9       | 7       | 16           | 7            | 9            | 32     | 16     | 16     |
| Coppa dei Paesi Bassi | -     | 1       | 1       | 0       | 3            | 2            | 1            | 4      | 3      | 1      |
| Supercoppa olandese   | -     | -       | -       | -       | -            | -            | -            | 1      | 0      | 1      |
| Coppa CEV             | -     | 1       | 0       | 1       | 1            | 0            | 1            | 2      | 0      | 2      |
| Totale                | -     | 18      | 10      | 8       | 20           | 9            | 11           | 39     | 19     | 20     |

### Statistiche dei giocatori
| Giocatore        | Eredivisie | Eredivisie | Eredivisie | Eredivisie | Eredivisie | Challenge Cup | Challenge Cup | Challenge Cup | Challenge Cup | Challenge Cup |
| Giocatore        | P          | PT         | AV         | MV         | BV         | P             | PT            | AV            | MV            | BV            |
| ---------------- | ---------- | ---------- | ---------- | ---------- | ---------- | ------------- | ------------- | ------------- | ------------- | ------------- |
| M. Bartels       | ?          | 41         | 31         | 2          | 8          | 1             | 0             | 0             | 0             | 0             |
| R. Boekhoudt     | ?          | 284        | 170        | 94         | 20         | 2             | 3             | 4             | 1             | 1             |
| G. Boer          | ?          | 28         | 25         | 2          | 1          | 0             | 0             | 0             | 0             | 0             |
| C. Bogner        | ?          | 53         | 18         | 16         | 19         | 2             | 1             | 1             | 0             | 2             |
| N. de Vries      | ?          | 91         | 53         | 33         | 5          | 2             | 3             | 3             | 4             | 1             |
| C. Fisher        | ?          | 99         | 86         | 5          | 8          | 2             | 12            | 12            | 3             | 0             |
| C. Gillis        | ?          | 265        | 222        | 30         | 13         | 2             | 16            | 16            | 3             | 1             |
| S. Gortzak       | ?          | 25         | 8          | 13         | 4          | 2             | 0             | 0             | 0             | 0             |
| L. Hofhuis       | ?          | 181        | 102        | 52         | 27         | 2             | 1             | 1             | 1             | 0             |
| J. Klok          | ?          | 0          | 0          | 0          | 0          | 2             | 0             | 0             | 0             | 0             |
| N. Kuijpens      | ?          | 0          | 0          | 0          | 0          | 1             | 0             | 0             | 0             | 0             |
| R. Martinez Gion | ?          | 245        | 190        | 28         | 27         | 2             | 4             | 4             | 0             | 0             |
| K. McCauley      | ?          | 301        | 259        | 22         | 20         | 2             | 20            | 24            | 0             | 1             |
| T. Sleurink      | ?          | 95         | 90         | 2          | 3          | 2             | 3             | 5             | 0             | 0             |
| K. van Dijk      | ?          | 153        | 137        | 13         | 3          | -             | -             | -             | -             | -             |
| A. Westra        | ?          | 14         | 11         | 2          | 1          | 0             | 0             | 0             | 0             | 0             |

P = presenze; PT = punti totali; AV = attacchi vincenti; MV = muri vincenti; BV = battute vincenti

NB: Non sono disponibili i dati relativi alla Coppa dei Paesi Bassi e alla Supercoppa olandese e, di conseguenza, quelli totali